# Hombleux
Hombleux es una comuna nueva francesa situada en el departamento de Alta Francia, de la región de Somme.

## Historia
El 1 de enero de 2019 pasó a ser una comuna nueva al absorber la comuna de Grécourt.

## Demografía
Según los datos aportados en la resolución del prefecto de Somme, la comuna nueva se crea con 1174 habitantes.

## Composición
| Comuna fusionada | Código INSEE | Población (2016) | Superficie (km²) | Densidad (hab./km²) |
| ---------------- | ------------ | ---------------- | ---------------- | ------------------- |
| Grécourt         | 80389        | 21               | 2.34             | 9                   |
| Hombleux         | 80442        | 1173             | 13.47            | 87                  |